# プリヤンシュ・ラジャワット
プリヤンシュ・ラジャワット（英語: Priyanshu Rajawat、2002年2月1日 - ）は、インドの男子バドミントン選手。

## 経歴
2023年のオルレアン・マスターズでは、準決勝で第1シードの西本拳太を破りそのまま優勝。BWFワールドツアー300以上の初タイトル獲得となった。
2024年のカナダ・オープンでは、準々決勝で世界ランク4位のアンダース・アントンセンを破る下克上を果たすが、準決勝で敗退した。